# Don Partridge
Donald Eric "Don" Partridge, född 27 oktober 1941 i Bournemouth i Dorset, död 21 september 2010 i Peacehaven i East Sussex, var en internationellt känd brittisk folkpopsångare och gatumusikant, som kom etta på Tio i topp 1968 med låten "Blue Eyes". Don Partridge turnerade runtom i Europa och låg på flera hitlistor. Han hade även en hit med låten "Rosie" men lämnade i början av 70-talet det glamorösa internationella popstjärnelivet och började åter att spela på gatorna. I några år av 70-talet var Don Partridge bosatt i Stockholm. Don uppträdde även på Göteborgs gator 1982. Han var en färgstark gatumusikant som ofta syntes på Sergelgatans stråk. Han blev senare även skälet till att en ny lag, "lex Partridge", skrevs, vilken gav gatumusiker rätt att spela på gator och torg i Sverige. Don Partridge spelade även på den på 1970-talet kända Pub Briggen i Trosa, där många både svenska som utländska artister spelade. Don Partridge hade fans i alla åldersgrupper och har sedan gått till den internationella pop-historien.
Don Partridge gifte sig i Sverige och fick även barn i Sverige.
Han var gift tre gånger och efterlämnar fyra döttrar och två söner.

## Diskografi
Album
- 1968 – Don Partridge
- 1973 – Don Partridge And Friends
- 1982 – Street Harvest
- 2004 – The Highwayman
- 2005 – Uncreased

Singlar
- 1968 – "Rosie" / "Going Back To London"
- 1968 – "Top Man" / "We Have Ways of Making You Laugh"
- 1968 – "Blue Eyes" / "I've Got Something For You"
- 1969 – "Colour My World" / "Homeless Bones"
- 1969 – "Going To Germany" / "Ask Me Why"
- 1969 – "Breakfast On Pluto" / "Stealin'"
- 1970 – "We're All Happy Together" / "Following Your Fancy"
- 1973 – "Creas In My Jeans" / "Thank You For Beeing A Stranger"
- 1982 – "Grand Slam Boogie" / "Barb Wire"